# Certificate Signing Request
In una infrastruttura a chiave pubblica (PKI), una certificate signing request (in italiano: richiesta di firma del certificato, sigla inglese CSR) è una comunicazione inviata dal richiedente ad una Certificate Authority (CA; in italiano: "Autorità di certificazione") al fine di ottenere un certificato di identità digitale.
Tale richiesta è di solito comprensiva di:
- chiave pubblica associata al certificato finale
- dati identificativi del richiedente (es. il nome del dominio)
- protezione dell'integrità (es. firma digitale)

Il formato più comune per questa tipologia di richieste (CSRs) sono le specifiche PKCS #10; altri tipi sono il formato Signed Public Key e il Challenge SPKAC, generati da alcuni browser web.

## Procedura
Prima della creazione di una CSR, il richiedente deve prima generare una coppia di chiavi asimmetriche, avendo ben cura di mantenere segreta la chiave privata. La CSR contiene informazioni che identificano il richiedente (come ad esempio il cosiddetto Nome Distinto, in inglese Distinguished Name, sigla inglese DN, nel caso di un certificato di tipo X.509) che deve essere opportunamente firmate usando la chiave privata del richiedente. La CSR contiene anche la Chiave Pubblica scelta dal richiedente. La CSR potrebbe inoltre includere altre credenziali o dichiarazioni di identitá necessarie all'Autoritá di certificazione, di conseguenza l'Autoritá di certificazione potrebbe contattare il richiedente per ulteriori informazioni.
Nella tabella di cui sotto sono riportate lLe tipiche informazioni in una CSR, é da osservare come ci siano spesso delle alternative per i Distinguished Name (DN).
| DN    | Information         | Description | Sample                     |
| ----- | ------------------- | --- | -------------------------- |
| CN    | Common Name         | Questo è il nome di dominio completo che si desidera porre in sicurezza                                                                          | *.wikipedia.org            |
| O     | Organization Name   | Di solito è il nome legale di una compagnia o entità e dovrebbe includere la specificazione del tipo di azienda. esempio Srl, SNC o Corporation. | Wikimedia Foundation, Inc. |
| OU    | Organizational Unit | Nome interno del dipartimento/divisione dell'organizzazione                                                                                      | IT                         |
| L     | Locality            | Paese, Cittá, ecc | Cinisello Balsamo          |
| ST    | State               | Provincia, regione, stato. Questo non dovrebbe andare abbreviato (e.g. San Marino, Città del Vaticano ecc).                                      | Milano                     |
| C     | Country             | Codice dello Stato a due lettere codice ISO dove è ubicata l'organizzazione lettere                                                              | IT                         |
| EMAIL | Email Address       | Il contatto dell'organizzazione, di solito un amministratore certificato oppure un dipartimento IT                                               |                            |

Se la richiesta va a buon fine, l'Autoritá di certificazione invierá indietro un certificato di identità digitale firmato digitalmente tramite la chiave privata dell'Autoritá di certificazione stessa.